# Someday This Pain Will Be Useful To You
Someday This Pain Will Be Useful to You es una película del género comedia dramática, dirigida por Roberto Faenza y basada en la novela de Peter Cameron del mismo nombre. La producción fue italiana principalmente, se rodó en Nueva York entre el 18 de agosto y el 4 de octubre de 2010, en inglés. 
El protagonista fue interpretado por el actor inglés de 18 años, Toby Regbo. La película se estrenó en el Festival de Cine de Roma 2011 y fue programada para su estreno en Italia, en febrero de 2012. Se estrenó en el Festival Internacional de Cine de Miami 2012. 
La crítica italiana fue desigual, aunque coincidió en alabar la interpretación de Regbo.

## Trama
Un drama que sigue a James Sveck (Toby Regbo), un recién graduado de la escuela secundaria en la ciudad de Nueva York, que se siente fuera de sintonía con su educación privilegiada.

## Reparto
- Toby Regbo es James Sveck
- Marcia Gay Harden es Marjorie Dunfour
- Peter Gallagher es Paul Sveck
- Deborah Ann Woll es Gillian Sveck
- Ellen Burstyn es Abuela de James Sveck
- Siobhan Fallon Hogan es Sra. Beemer
- Lucy Liu es Hilda
- Stephen Lang es Barry Rogers
- Gilbert Owuor es John Webster
- Aubrey Plaza es Agente del Estado